# SN 2011bw
SN 2011bw – supernowa typu Ia odkryta 30 marca 2011 roku w galaktyce A153558+2118. W momencie odkrycia miała maksymalną jasność 19,20m.